# Lothrop Stoddard
Theodore Lothrop Stoddard, né le 29 juin 1883 à Brookline (Massachusetts) et mort le 1er mai 1950 à Washington, D.C., est un historien, journaliste, eugéniste et politologue américain.

## Jeunesse et formation
Stoddard naît à Brookline (Massachusetts), fils de John Lawson Stoddard, célèbre écrivain et conférencier, et de son épouse Mary H. Stoddard. Il est étudiant du Harvard College dont il est diplômé magna cum laude en 1905 puis étudie le droit à l'université de Boston jusqu'en 1908. Stoddard obtient un Ph.D. en histoire de l'université Harvard en 1914,.

## Mort
Après la Seconde Guerre mondiale, les théories de Stoddard sont jugées trop étroitement alignées avec celles des nazis aussi connaît-il une forte baisse de popularité. Sa mort d'un cancer en 1950 passe presque inaperçue malgré son influence antérieure auprès d'un large public.

## Vie personnelle et professionnelle
Stoddard était membre de la Société américaine d'histoire, l'American Political Science Association et l'Academy of Political Science (en). Il a été nommé au conseil d'administration de l'American Birth Control League, prédécesseur de la Planned Parenthood de Margaret Sanger. Après avoir obtenu son PhD, en 1914, Stoddard a mené une carrière de journaliste, promoteur de l'idéologie racialiste de son temps, en reprenant à son compte les théories de son contemporain eugéniste Madison Grant. Il était membre et conseiller du Ku Klux Klan, une organisation suprémaciste blanche, implantée aux États-Unis. Stoddard niait son adhésion à celle-ci, malgré les preuves exposées par la presse de son époque,. Au début des années 1920, il a fait partie des courants nativistes qui ont pressé le gouvernement américain à adopter des mesures réduisant l'immigration et ont obtenu gain de cause avec, par exemple, la promulgation, en 1924, de la loi d'immigration Johnson-Reed.
Il s'est marié à l'âge de 36 ans. Son épouse, une chrétienne dévote, est morte d'un cancer, refusant toute assistance médicale. Son sort a conduit Stoddard à renoncer à la religion.

## Écrits
L'œuvre de Stoddard est un exposé de sa vision racialiste et eugéniste du monde. Elle diffuse les idées racistes, à prétention scientifique, de son époque, notamment la supériorité de la race nordique,.

### Livres
Influencé par Madison Grant, il consacre sa thèse à la révolution haïtienne et, en 1914, la publie sous le titre The French Revolution in San Domingo. La défaite de Blancs, massacrés par des Noirs, fonde son anticipation idéologique d'une « guerre planétaire entre les principales races de l'humanité ». Par la suite, Stoddard publie une trentaine d'ouvrages dont les plus connus forment une tétralogie reprenant, parfois verbatim, des passages entiers du maître livre de Grant : The Passing of the Great Race. Dans The Rising Tide of Color (1920), The New World of Islam (1921), The Revolt against Civilization (1922) et Racial Realities in Europe (1924), il met en scène la disparition d'une race nordique prétendue supérieure, résultat d'une immigration de populations non blanches à la croissance démographique supérieure, des pertes de la Première Guerre mondiale, que Stoddard nomme la « guerre civile blanche », le métissage et la philanthropie indiscriminée. D'une manière générale, dans un style journalistique, plus accessible que celui de son inspirateur, il se fait le soutien fervent de la stérilisation et des lois restrictives en matière d'immigration, de mixité raciale,.

### Articles
Tout au long de sa carrière, Lothrop Stoddard a écrit des articles pour diverses publications, telles que The Century Magazine, Review of Reviews, Scribner's Magazine et The Forum, diffusée dans la ville de New York.